# Narichona
Narichona es un género de insecto coleóptero de la familia Chrysomelidae.

## Especies
- Narichona haroldi (Kirsch, 1883)
- Narichona weyrauchi Bechyne, 1958